# WWE Backlash
Backlash este un eveniment pay-per-view anual organizat de World Wrestling Entertainment. Se desfășoară în luna aprilie a fiecărui an, prima ediție având loc în anul 1999. În perioada 2004-2006 a fost un pay-per-view exclusiv al diviziei RAW.
Backlash cuprinde de cele mai multe ori rejucări ale meciurilor de la WrestleMania sau meciuri care sunt bazate pe evenimentele petrecute la WrestleMania.

## Istoric

### 1999
Backlash 1999 a avut loc pe data de 25 aprilie 1999, evenimentul fiind găzduit de Providence Civic Center din Providence, Rhode Island.
Acesta a fost ultimul pay-per-view WWF promovat sub numele de "In Your House".
Au avut loc următoarele meciuri:
- Sunday Night HEAT match: Val Venis și Nicole Bass i-au învins pe D'Lo Brown și Ivory (1:43)
  - Bass l-a numărat pe Ivory.
- Sunday Night HEAT match: Droz și Prince Albert i-au învins pe Too Much (Brian Christopher și Scott Taylor) (1:09)
  - Albert l-a numărat pe Taylor.
- Sunday Night HEAT match: Kane l-a învins pe The Big Boss Man (2:45)
  - Kane a câștigat prin pinfall.
- Sunday Night HEAT match: Viscera l-a învins pe Test (2:09)
  - Viscera a câștigat prin pinfall.
- The Ministry of Darkness (Bradshaw, Faarooq și Mideon) i-au învins pe The Brood (Edge, Christian și Gangrel) (11:38)
  - Bradshaw l-a numărat pe Christian după ce Viscera a intervenit.
- Al Snow (însoțit de Head) l-a învins pe Hardcore Holly, câștigând  centura WWF Hardcore Championship (15:27)
  - Snow l-a numărat pe Holly, după ce l-a lovit cu manechinul.
- The Godfather a câștigat prin pinfall în fața lui Goldust, păstrându-și centura WWF Intercontinental Championship (5:21)
- The New Age Outlaws (Road Dogg și Billy Gunn) i-au învins pe Jeff Jarrett și Owen Hart (însoțit de Debra) (10:33)
  - Gunn l-a numărat pe Hart, obținând o șansă la titlul WWF Tag Team într-una din emisiunile SmackDown!.
- Mankind l-a învins pe The Big Show într-un Boiler Room Brawl (7:40)
  - După meci, The Big Show l-a salvat pe Mankind de atacurile lui Test și The Big Boss Man.
- Triple H (însoțit de Chyna) l-a învins pe X-Pac (19:19)
  - Triple H a câștigat prin pinfall, după aplicarea unui Pedigree.
- The Undertaker (însoțit de Paul Bearer) l-a învins pe Ken Shamrock (18:50)
  - Undertaker a câștigat prin pinfall, după aplicarea unui Tombstone piledriver.
- Steve Austin l-a învins pe The Rock, păstrându-și centura de campion WWF, meciul fiind arbitrat de Shane McMahon (17:07)
  - Austin a câștigat prin pinfall, după ce i-a aplicat lui The Rock un Stone Cold Stunner.

### 2000
Backlash 2000 a avut loc pe data de 30 aprilie 2000, evenimentul fiind găzduit de MCI Center din Washington, D.C..
Au avut loc următoarele meciuri:
- Edge și Christian i-au învins pe Road Dogg și X-Pac, păstrându-și centura WWF Tag Team Championships (9:23)
  - Christian l-a numărat pe X-Pac dupa ce l-a lovit cu clopoțelul ce dă startul la meciuri.
- Dean Malenko l-a învins pe Scotty 2 Hotty, păstrându-și centura WWF Light Heavyweight Championship (12:59)
  - Malenko a câștigat prin pinfall, după ce a executat un DDT de pe a treia coardă a ringului.
- The Big Boss Man și Bull Buchanan i-au învins pe The Acolytes (Faarooq și Bradshaw) (7:41)
  - Buchanan l-a numărat pe Bradshaw, după un scissors kick de pe a treia coardă a ringului.
- Crash Holly i-a învins pe Matt Hardy, Jeff Hardy, Hardcore Holly, Perry Saturn și Tazz într-un six man Hardcore match păstrându-și centura WWF Hardcore Championship (12:20)
  - Crash l-a numărat pe Tazz, după ce Saturn l-a lovit cu o pancartă.
- The Big Show l-a învins pe Kurt Angle (2:57)
  - Big Show a câștigat prin pinfall, după ce i-a aplicat lui Angle un chokeslam.
  - Big Show a fost îmbrăcat ca Hulk Hogan pe durata acestui meci, datorită gimmick-ului său din acea perioadă care presupunea să apară îmbrăcat ca foști wrestleri. De asemenea, a folosit Leg Drop-ul și toate celelalte gesturi caracteristice lui Hulk Hogan.
- T & A (Test și Albert) (însoțiți de Trish Stratus) i-au învins pe The Dudley Boyz (Bubba Ray și D-Von) (11:04)
  - Test l-a numărat pe Bubba Ray după un big boot.
  - După meci, The Dudley Boyz i-au aplicat un powerbomb pe o masă lui Trish Stratus.
- Eddie Guerrero (însoțit de Chyna) l-a învins pe Essa Rios (însoțit de Lita), păstrându-și WWF European Championship (8:43)
  - Guerrero a câștigat prin pinfall, după aplicarea unui Neckbreaker.
  - După meci, Lita i-a dat jos rochia lui Chyna.
- Chris Benoit l-a învins pe Chris Jericho prin descalificare, păstrându-și centura WWF Intercontinental Championship (15:08)
  - Jericho a fost descalificat după ce l-a lovit pe Benoit cu centura IC.
- The Rock l-a învins pe Triple H, câștigând centura WWF Championship, meciul avându-l pe Shane McMahon în postura de arbitru special  (19:24)
  - The Rock a câștigat prin pinfall, după ce i-a aplicat lui Triple H un Spinebuster, urmat de un People's Elbow.
  - Steve Austin a reapărut în show-urile WWF, pentru prima oară după Survivor Series 1999, lovindu-i cu scaunul metalic pe Triple H, Shane McMahon, Vince McMahon, Pat Patterson, și Gerald Brisco.

### 2001
Backlash 2001 a avut loc pe data de 29 aprilie 2001, evenimentul fiind găzduit de Allstate Arena din Rosemont, Illinois.
Au avut loc următoarele meciuri:
- Sunday Night HEAT match: Jerry Lynn l-a învins pe Crash Holly, câștigând centura WWF Light Heavyweight Championship (3:37)
  - Lynn a câștigat prin pinfall.
- Sunday Night HEAT match: Lita a învins-o pe Molly Holly (2:40)
  - Lita a câștigat prin pinfall, după ce a efectuat un Twist of Fate și un Moonsault.
- X-Factor (X-Pac, Justin Credible și Albert) i-au învins pe The Dudley Boyz (Bubba Ray, D-Von) și Spike (7:59)
  - X-Pac l-a numărat pe Bubba Ray, după aplicarea unui X Marks the Spot
- Rhyno l-a învins pe Raven, păstrându-și centura WWF Hardcore Championship (8:10)
  - Rhyno a câștigat prin pinfall, după aplicarea unui Gore.
- William Regal l-a învins pe Chris Jericho într-un Duchess of Queensbury Rules Match (12:11)
  - Regal a câștigat prin pinfall, după ce l-a lovit pe Jericho cu un scaun metalic.
- Chris Benoit l-a învins pe Kurt Angle într-un Ultimate Submission Match (31:31)
  - Benoit a căștigat cu scorul general de 4-3, după ce meciul a intrat în prelungiri și s-a aplicat regula morții subite.
- Shane McMahon l-a învins pe The Big Show într-un Last Man Standing Match (11:53)
  - McMahon a câștigat după executarea unui elbow drop de pe Titan Tron pe masa pe care se afla Big Show.
  - În timpul meciului, Test a intervenit în favoarea lui Shane McMahon.
- Matt Hardy i-a învins pe Christian și Eddie Guerrero într-un Triple threat match, păstrându-și centura WWF European Championship (6:52)
  - Matt l-a numărat pe Christian, după aplicarea unui Twist of Fate.
- Campionul WWF Steve Austin și campionul intercontinental Triple H i-au învins pe The Undertaker și Kane câștigând centurile WWF Tag Team Championship (27:11).
  - Triple H l-a numărat pe Kane după ce l-a lovit cu un ciocan.
  - Toate cele trei titluri au fost puse în joc.

### 2002
Backlash 2002 a avut loc pe data de 21 aprilie 2002 în incinta Kemper Arena din Kansas City, Missouri.
Melodia oficială a show-ului a fost "Young Grow Old", interpretată de formația Creed.
Au avut loc următoarele meciuri:
- Meci Sunday Night HEAT: The Big Show i-a învins pe Justin Credible și pe  Steven Richards într-un Handicap Match (2:11)
  - Big Show i-a numărat atât pe Credible cât și pe Richards, după ce le-a aplicat amândurora un dublu Chokeslam.
- Tajiri (însoțit de Torrie Wilson) l-a învins pe Billy Kidman, câștigând centura WWF Cruiserweight Championship (9:08)
  - Tajiri a câștigat prin pinfall, după ce a oprit încercarea lui Kidman de a efectua un Powerbomb și a scuipat un Red mist în fața lui Kidman.
- Scott Hall l-a învins pe Bradshaw (5:43)
  - Hall l-a numărat pe Bradshaw după un low blow.
- Jazz a învins-o pe Trish Stratus, păstrându-și centura WWF Women's Championship (4:29)
  - Jazz a câștigat prin submission, folosind un STF.
- Brock Lesnar l-a învins pe Jeff Hardy (5:32)
  - Arbitrul a oprit meciul după ce Hardy a încasat trei manevre powerbomb.
- Kurt Angle l-a învins Edge (13:25)
  - Angle a câștigat prin pinfall, după ce i-a aplicat lui Edge un Angle Slam.
- Eddie Guerrero l-a învins pe Rob Van Dam, câștigând centura WWF Intercontinental Championship (11:43)
  - Guerrero l-a numărat pe Van Dam, după ce l-a lovit cu centura intercontinentală și a efectuat un Frog Splash.
- The Undertaker l-a învins pe Steve Austin, Ric Flair fiind arbitrul special al meciului (27:03)
  - Undertaker a câștigat prin pinfall, după ce i-a aplicat lui Austin un Big Boot, devenind  principalul pretendent la centura de campion WWF Undisputed.
  - Flair a numărat până la trei sfărșind meciul, chiar dacă piciorul lui Austin era pe coarda inferioară a ringului.
- Billy și Chuck (Billy Gunn & Chuck Palumbo) (însoțiți de Rico) i-au învins pe Maven și Al Snow, păstrându-și centurile WWF Tag Team Championship (5:58)
  - Chuck l-a numărat pe Maven după un Superkick.
- Hulk Hogan l-a învins pe Triple H, câștigând centura Undisputed WWF Championship (22:04)
  - Hogan a câștigat prin pinfall, după ce i-a aplicat lui Triple H un Leg drop și Undertaker l-a lovit cu un scaun metalic.

### 2003
Backlash 2003 a avut loc pe data de 27 aprilie 2003 în arena Worcester Centrum din Worcester, Massachusetts.
Melodia oficială a show-ului a fost "Remedy", interpretată de formația Cold.
Au avut loc următoarele meciuri:
- Meci Sunday Night HEAT: Scott Steiner l-a învins pe  Rico (2:27)
  - Steiner a câștigat prin pinfall, după ce i-a aplicat lui Rico un Steiner Flatliner.
- Team Angle (Shelton Benjamin & Charlie Haas) i-au învins pe Los Guerreros (Eddie & Chavo Guerrero), păstrându-și centura WWE Tag Team Championship (15:03)
  - Haas l-a numărat pe Chavo.
- Sean O'Haire (însoțit de Roddy Piper) l-a învins pe Rikishi (4:52)
  - O'Haire a câștigat prin pinfall, după ce i-a aplicat lui Rikishi un Prophecy
- Rob Van Dam și Kane i-au învins pe The Dudley Boyz (Bubba Ray & D-Von), păstrându-și centurile World Tag Team Championship. Arbitrul special al meciului a fost Chief Morley (13:01)
  - RVD l-a numărat pe Bubba Ray, după ce a executat un Five-Star Frog Splash.
- Jazz (însoțită de Theodore Long) a învins-o pe Trish Stratus, devenind noua deținătoare a centurii WWE Women's Championship (5:50)
  - Jazz a câștigat prin pinfall folosindu-se de corzile ringului, după ce a oprit încercarea lui Stratus de a efectua un springboard sunset flip.
- The Big Show l-a învins pe Rey Mysterio (3:47)
  - Big Show l-a numărat pe Mysterio după ce i-a aplicat un Chokeslam.
- Brock Lesnar l-a învins pe John Cena, păstrându-și centura WWE Championship (15:14)
  - Lesnar a câștigat prin pinfall, după ce i-a aplicat lui Cena un F-5.
- Triple H, Ric Flair și Chris Jericho i-au învins pe Shawn Michaels, Kevin Nash și Booker T într-un meci pe echipe (17:51)
  - Triple H l-a numărat pe Nash, după ce l-a lovit în cap cu ciocanul său.
- Goldberg l-a învins pe The Rock (13:03)
  - Goldberg a câștigat prin pinfall, după ce i-a aplicat lui The Rock două Spears și un Jackhammer.

### 2004
Backlash 2004 a avut loc pe data de 18 aprilie 2004. Evenimentul a avut loc în arena Rexall Place din Edmonton, Alberta, fiind prima ediție Backlash desfășurată în afara Statelor Unite.
Melodia oficială a show-ului a fost "Eyes Wired Shut", interpretată de formația Edgewater.
Au avut loc următoarele meciuri:
- Meci Sunday Night HEAT: Val Venis l-a învins pe Matt Hardy (7:56)
  - Venis a câștigat prin pinfall, după executarea unui Money Shot.
- Shelton Benjamin l-a învins pe Ric Flair (9:29)
  - Benjamin a câștigat prin pinfall, după ce a efectuat un clothesline de pe coarda superioară a ringului.
- Jonathan Coachman l-a învins pe Tajiri (6:25)
  - Coachman a câștigat prin pinfall, după ce Garrison Cade a intervenit în meci și l-a atacat pe Tajiri.
- Chris Jericho l-a învins pe Christian și pe Trish Stratus, într-un meci de tipul Handicap (11:12)
  - Jericho l-a numărat pe Christian, după aplicarea unui running enzuigiri.
- Victoria a învins-o pe Lita, păstrându-și centura WWE Women's Championship (7:22)
  - Victoria a numărat-o pe Lita, folosind un Inside Cradle.
  - După meci, cele două wrestlere au fost atacate de Gail Kim și Molly Holly
- Randy Orton l-a învins pe Cactus Jack într-un No Holds Barred, Falls Count Anywhere Match, păstrându-și centura WWE Intercontinental Championship (23:03)
  - Orton a câștigat prin pinfall, după ce i-a aplicat lui Cactus un RKO pe o bâtă de baseball cu sârmă ghimpată.
- The Hurricane și Rosey i-au învins pe cei de la La Résistance (Robért Conway & Sylvain Grenier) (5:02)
  - Hurricane l-a numărat pe Conway, după aplicarea unui Eye of the Hurricane.
  - În timpul meciului, Eugene a apărut și a început să sară printre corzi, până când a fost prins de William Regal.
- Edge l-a învins pe Kane (6:25)
  - Edge a câștigat prin pinfall, după ce i-a aplicat lui Kane un Spear.
- Chris Benoit i-a învins pe Shawn Michaels și Triple H într-un Triple threat match, păstrându-și centura World Heavyweight Championship (30:08)
  - Benoit a câștigat prin submission, forțându-l pe Michaels să abandoneze după aplicarea unui Sharpshooter.

### 2005
Backlash 2005 a avut loc pe data de 1 mai 2005, evenimentul fiind găzduit de Verizon Wireless Arena din Manchester, New Hampshire.
Melodia oficială a ediției din 2006 a fost "Stronger" interpretată de trupa Trust Company.
Au avut loc următoarele meciuri:
- Meci Sunday Night HEAT: Tyson Tomko l-a învins pe Val Venis (5:40)
  - Tomko l-a numărat pe Venis după aplicarea unui Big Boot.
- Shelton Benjamin l-a învins pe Chris Jericho, păstrându-și titlul de campion intercontinental (14:30)
  - Benjamin a câștigat prin pinfall, după ce a reușit să transforme manevra Walls of Jericho într-un roll-up.
- The Hurricane și Rosey au luptat într-un Tag Team Turmoil match, câștigând centura WWE World Tag Team Championship (13:43)
  - Tajiri și William Regal (c) i-au învins pe The Heart Throbs (Antonio & Romeo) printr-un roll-up al lui Tajiri. (3:10)
  - Tajiri și William Regal i-au învins pe Simon Dean și Maven prin pinfall, după ce Regal i-a aplicat lui Dean un Regal Knee. (5:54)
  - La Résistance (Rob Conway & Sylvan Grenier) i-au învins pe Tajiri și William Regal; Conway l-a numărat pe Regal printr-un roll-up, ținându-l de pantaloni. (9:16)
  - The Hurricane și Rosey au învins La Résistance prin pinfall, după ce Hurricane i-a aplicat lui Conway un Super Hero Splash. (13:43)
- Edge l-a învins pe Chris Benoit, într-un Last Man Standing match (18:47)
  - Edge a ieșit victorios după ce l-a lovit în ceafă pe Benoit cu o cărămidă iar acesta nu a mai fost capabil să răspundă numărătorii până la zece a arbitrului.
- Chris Masters a câștigat un Master Lock Challenge, învingând-o pe Melissa Coates.
- Kane (însoțit de Lita) l-a învins pe Viscera (însoțit de Trish Stratus) (6:09)
  - Kane a câștigat prin pinfall, după aplicarea unui Chokeslam.
  - După meci, Trish l-a trădat pe Viscera, acesta aplicându-i un splashed.
- Hulk Hogan și Shawn Michaels i-au învins pe Muhammad Hassan și Daivari (15:05)
  - Hogan l-a numărat pe Daivari după ce Michaels i-a aplicat un Sweet Chin Music.
- Batista l-a învins pe Triple H (însoțit de Ric Flair), păstrându-și centura WWE World Heavyweight Championship (16:26)
  - Batista l-a numărat pe Triple H, după ce i-a aplicat un Batista Bomb.

### 2006
Backlash 2006 a avut loc pe data de 30 aprilie 2006, evenimentul fiind găzduit de Rupp Arena din Lexington, Kentucky.
Melodia oficială a ediției din 2006 a fost "Baby Hates Me" interpretată de Danko Jones.
Au avut loc următoarele meciuri:
- Meci WWE Heat: Goldust l-a învins pe Rob Conway (3:38)
  - Goldust a obținut victoria prin pinfall, după aplicarea unui running powerslam.
- Carlito l-a învins pe Chris Masters (9:53)
  - Carlito a câștigat prin pinfall, folosindu-se de corzile ringului, după ce i-a aplicat lui Masters un Backcracker.
- Umaga (însoțit de Armando Alejandro Estrada) l-a învins pe Ric Flair (3:29)
  - Umaga l-a numărat pe Flair după un Samoan Spike.
- Trish Stratus a învins-o pe campioana diviziei feminine Mickie James prin descalificare (4:03)
  - James a fost descalificată pentru că a încercat să o sufoce pe Stratus, descalificarea făcând ca James să-și păstreze centura.
  - În urma unui back body drop aplicat de Mickie James, Trish Stratus și-a dislocat umărul drept.
- Rob Van Dam l-a învins pe Shelton Benjamin, câștigând centura WWE Intercontinental Championship (18:42)
  - RVD a efectuat pin-ul după ce a executat un Five-Star Frog Splash asupra lui Benjamin.
  - RVD și-a pus în joc în acest meci contractul câștigat la WrestleMania 22, în meciul Money in the Bank.
- The Big Show s-a luptat cu Kane, meciul terminându-se cu un "no contest" (9:30)
  - Meciul s-a sfârșit în momentul în care luminile arenei s-au stins, în sală s-a auzit o voce care rostea data de "19 mai" iar Big Show l-a lovit pe Kane cu un scaun.
- Vince McMahon și Shane McMahon i-au învins pe Shawn Michaels și "Dumnezeu" într-un meci hardcore No Holds Barred (19:57)
  - Vince l-a numărat pe Michaels după ce Spirit Squad a intervenit și i-au aplicat lui Michaels un High Spirits printr-o masă.
  - Partenerul lui Michaels a fost desemnat "Dumnezeu", fiind reprezentat de o lumină a unui reflector.
- John Cena i-a învins pe Triple H și Edge (însoțit de Lita) într-un Triple Threat match, păstrându-și titlul de campion WWE (17:33)
  - Cena a aplicat pin-ul după ce a reușit să contracareze Pedigree-ul lui Triple H.
  - După meci, Triple H i-a atacat pe Cena, pe Edge și pe arbitru cu celebrul său ciocan.

### 2007
Backlash 2007 a avut loc pe data de 29 aprilie 2007, spectacolul fiind găzduit de Philips Arena din Atlanta, Georgia.
Melodia principală a evenimentului a fost "There and Back Again", interpretată de trupa Daughtry.
Au avut loc următoarele meciuri:
- Dark match: Carlito l-a învins pe Johnny Nitro (6:38)
  - Carlito a obținut victoria prin pinfall, după aplicarea unui Backcracker.
- The Hardys (Matt și Jeff) i-au învins pe Lance Cade și Trevor Murdoch, păstrând centura World Tag Team Championship (15:17)
  - Matt l-a numărat pe Murdoch după un Swanton Bomb al lui Jeff.
- Melina a învins-o pe Mickie James, păstrând centura WWE Women's Championship (9:01)
  - Melina a obținut pin-ul după un Reverse DDT.
- Chris Benoit l-a învins pe Montel Vontavious Porter, păstrând titlul de campion al Statelor Unite (13:10)
  - Benoit a câștigat prin pinfall, folosind un Inside Cradle.
- Umaga, Shane McMahon și Vince McMahon l-au învins pe campionul ECW Bobby Lashley într-un Handicap match (15:45)
  - Vince l-a numărat pe Lashley devenind noul campion ECW, după ce Umaga i-a aplicat un Top Rope Splash.
- Campionul World Heavyweight The Undertaker s-a luptat cu Batista, într-un Last Man Standing match terminat cu un dublu knockout (20:30)
  - Meciul a luat sfârșit când niciunul din cei doi wrestleri nu a răspuns la timp numărătorii până la zece a arbitrului. În aceste condiții, Undertaker și-a păstrat titlul.
- John Cena i-a învins pe Edge, Randy Orton și Shawn Michaels într-un Fatal Four-Way match, păstrându-și titlul de campion WWE (18:55)
  - Cena l-a numărat pe Orton după un Spear aplicat de Edge.

### 2008
Backlash 2008 a avut loc pe data de 27 aprilie 2008, evenimentul fiind gazduit de 1st Mariner Arena
din Baltimore, Maryland.
- Matt Hardy l-a învins pe Montel Vontavious Porter(c) câștigând titlul WWE United States Championship
  - Matt a câștigat prin pinfall după aplicarea unui twist of fate
- ECW World Championship: Kane(c) l-a învins pe Chavo Guerrero păstrându-și titlul ECW World Championship
  - Kane a câștigat prin pinfall, după aplicarea unui chokeslam
- The Big Show l-a învins pe The Great Khali
  - Big Show a câștigat prin pinfall, după aplicarea unui chokeslam
- Shawn Michaels l-a învins pe Batista cu Chris Jericho în rol de arbitru special
  - Michaels a câștigat prin pinfall după aplicarea unui sweet chin music
- Beth Phoenix, Victoria, Natalya, Layla, Melina și Jillian Hall le-au învins pe Mickie James, Michelle McCool, Ashley, Cherry, Kelly Kelly și Maria
  - Beth a câștigat prin pinfall după aplicarea unui fisherman suplex
- The Undertaker(c) l-a învins pe Edge păstrându-și titlul WWE World Heavyweight Championship
  - Undertaker a câștigat prin submission, aplicând gogoplata
  - După meci Undertaker a refuzat să-i dea drumul lui Edge, acesta fiind scos pe targă
- Triple H i-a învins pe Randy Orton(c), John Cena și John "Bradshaw" Layfield într-un Fatal Four-Way Elimination match, câștigând titlul WWE Championship
  - Cena l-a forțat pe JBL să cedeze aplicând un STFU
  - Orton l-a numărat pe Cena după un șut în cap
  - Triple H l-a numărat pe Orton după un pedigree

### 2009
Backlash 2009 a avut loc pe data de 26 aprilie 2009, evenimentul fiind gazduit de Dunkin' Donuts Center
din Providence, Rhode Island.
- Christian l-a învins pe Jack Swagger (c) câștigând titlul ECW Championship
  - Christian a câștigat prin pinfall după aplicarea unui Killswitch.
- Chris Jericho l-a învins pe Ricky Steamboat
  - Jericho a câștigat prin cedare, după aplicarea unui Walls of Jericho
- Kane l-a învins pe CM Punk
  - Kane a câștigat prin pinfall, după aplicarea unui chokeslam
- Jeff Hardy l-a învins pe Matt Hardy în-trun I Quit Match
  - Jeff a câștigat după ce la legat pe Matt de o masă
- Santina Marella a învinso pe Beth Phoenix păstrându-și coroana "Miss Wrestlemania".
  - Marella a câștigat după ce Marele Khali o ataca pe Beth
- The Legacy (Randy Orton, Cody Rhodes si Ted DiBiase) i-a învins pe Triple H(c), Batista si Shane McMahon câștigând titlul WWE Championship
  - Legacy au câștigat prin pinfall, după un RKO urmat de un "Running Punt kick" a lui Orton
  - Dacă echipa lui Triple H pierdea, Orton câștiga WWE Championship.
- Edge l-a învins pe John Cena(c) într-un Last Man Standing match, câștigând titlul WWE World Heavyweight Championship
  - Edge a câștigat după ce Big Show a intervenit si i-a aplicat un Chokeslam lui Cena pe un reflector de lumina.
  - După meci Cena a fost nevoit sa fie scos pe targă

### 2016
Backlash 2016 a avut loc pe data de 11 septembrie 2016, evenimentul fiind gazduit de Richmond Coliseum
din Richmond, Virginia.
- Becky Lynch le-a învins pe Alexa Bliss, Carmella, Naomi, Natalya & Nikki Bella într-un Six Pack Challenge Elimination Match câștigând titlul SmackDown Women's Championship
  - Lynch a făcuto pe Carmella sa cedeze după aplicarea unui Dis-arm-her.
- The Usos ia-u învins pe The Hype Bros (Zack Ryder si Mojo Rawley)
  - Jimmy la făcut pe Ryder să cedeze, după aplicarea unui «Single leg Boston crab»
  - Cu aceasta victoria, Usos au avansat in finala turneului pentru SmackDown Tag Team Championship
- The Miz l-a învins pe Dolph Ziggler păstrându-și titlul WWE Intercontinental Championship
  - Miz a câștigat prin pinfall, după aplicarea unui Skull Crushing Finale
- Bray Wyatt l-a învins pe Randy Orton prin abandon
  - Orton nu s-a putut prezenta la meci după un atacat previu al Familiei Wyatt
- Kane l-a învins pe Bray Wyatt într-un No Holds Barred match
  - Kane a câștigat după un Chokeslam
  - In timpul meciului, Orton i-a aplicat un RKO lui Wyatt
- Heath Slater si Rhyno i-au învins pe The Usos câștigând titlurile in perechi SmackDown Tag Team Championship
  - Slater si Rhyno au câștigat prin pinfall, după un Gore a lui Rhyno
- AJ Styles l-a învins pe Dean Ambrose(c) câștigând titlul WWE World Championship
  - AJ a câștigat prin pinfall, dupa o lovitura joasa urmata de un «Styles Clash»

### 2017
Backlash 2017 a avut loc pe data de 21 mai 2017, evenimentul fiind gazduit de Allstate Arena
din Rosemont, Illinois.
- Shinsuke Nakamura l-a învins pe Dolph Ziggler (15:50)
  - Nakamura l-a numărat pe Ziggler după un «Kinshasa».
- The Usos ia-u învins pe Breezango (Tyler Breeze & Fandango) (9:15)
  - Jimmy l-a numărat pe Fandango după un «Samoan Kick».
- Sami Zayn l-a învins pe Baron Corbin (14:35)
  - Zayn a câștigat prin pinfall, după aplicarea unui «Helluva Kick».
- The Welcoming Committee (Natalya, Tamina & Carmella) le-a învins pe Naomi, Charlotte Flair & Becky Lynch (10:05)
  - Natalya a făcuto pe Lynch să cedeze cu un «Sharpshooter».
- Kevin Owens l-a învins pe AJ Styles prin count out păstrându-și centura WWE United States Championship (21:10)
  - Owens a câștigat meciul după ce Styles și-a prins piciorul în masa comentatorilor și nu a putut reveni în ring până la 10.
  - După meci, Owens l-a atacat pe Styles
- Luke Harper l-a învins pe Erick Rowan (9:00)
  - Harper l-a numărat pe Rowan după un «Discus Clothesline».
- Jinder Mahal (cu The Singh Brothers) l-a învins pe Randy Orton(c) câștigând titlul WWE Championship (15:45)
  - Mahal l-a numărat pe Orton după un «Khallas».
  - În timpul meciului, The Singh Brothers a-u intervenit în favoarea lui Mahal ajutândul să câștige meciul.

### 2018
Backlash 2018 a avut loc pe data de 6 mai 2018, evenimentul fiind gazduit de Prudential Center
din Newark, New Jersey.
- Seth Rollins (c) l-a învins pe The Miz păstrându-și titlul de campion WWE Intercontinental Championship (20:30)
  - Rollins l-a numărat pe Miz după un «Curb Stomp».
- Nia Jax (c) a învins-o pe Alexa Bliss păstrându-și titlul de campioană WWE Raw Women's Championship (10:20)
  - Jax a numărat-o pe Bliss după un «Samoan Drop».
- Jeff Hardy (c) l-a învins pe Randy Orton păstrându-și titlul de campion WWE United States Championship (12:00)
  - Hardy a câștigat prin pinfall, după aplicarea unui «Swanton Bomb».
- Daniel Bryan l-a învins pe Big Cass (7:45)
  - Bryan l-a făcut pe Cass să cedeze cu un «Yes! Lock».
  - După meci, Cass l-a atacat pe Bryan.
- Carmella (c) a învins-o pe Charlotte păstrându-și titlul de campioană WWE SmackDown Women's Championship (9:00)
  - Carmella a numărat-o pe Charlotte cu un «Roll-up».
- Meciul dintr-e Campionul WWE AJ Styles (c) și Shinsuke Nakamura a încheiat într-un no contest într-un meci fără descalificări (21:05)
  - Meciul a încheiat în no contest după ce Styles și Nakamura nu au reacționat la numărătoarea de 10 făcută de arbitru.
  - Cu acest rezultat, Styles a păstrat titlul.
- Braun Strowman și Bobby Lashley ia-u învins pe Kevin Owens și Sami Zayn (8:40)
  - Lashley l-a numărat pe Owens după un «Delayed Vertical Suplex».
- Roman Reigns l-a învins pe Samoa Joe (18:10)
  - Reigns l-a numărat pe Joe după un «Spear».

### 2020
Backlash 2020 a avut loc pe data de 14 iunie 2020, evenimentul fiind gazduit de WWE Performance Center
din Orlando, Florida.
- Kick-off: Apollo Crews (c) (însoțit de Kevin Owens) l-a învins pe Andrade (însoțit de Zelina Vega și Angel Garza) păstrându-și titlul WWE United States Championship (7:25)
  - Crews l-a numărat pe Andrade după un «Spin-Out Powerbomb».
- The Boss 'n' Hug Connection (Bayley & Sasha Banks) (c) le-au învins pe Alexa Bliss & Nikki Cross și The IIconics (Billie Kay & Peyton Royce) păstrându-și titlurile WWE Women's Tag Team Championship (8:50)
  - Banks a numărat-o pe Bliss cu un «Wheelbarrow Victory Roll».
- Sheamus l-a învins pe Jeff Hardy (16:50)
  - Sheamus a câștigat prin pinfall, după aplicarea unui «Brogue Kick».
- Lupta dintr-e campioana feminină din Raw Asuka și Nia Jax sa terminat fără rezultat (8:25)
  - Meciul sa terminat după ce ambele au fost numărate înafara ringului.
- Braun Strowman (c) i-a învins pe John Morrison și The Miz într-un 2-on-1 Handicap match păstrându-și titlul WWE Universal Championship (7:20)
  - Strowman l-a numărat pe Morrison după un «Running Powerslam».
- Drew McIntyre (c) l-a învins pe Bobby Lashley (însoțit de MVP) păstrându-și titlul WWE Championship (13:15)
  - McIntyre l-a numărat pe Lashley după un «Claymore».
  - În timpul luptei, Lana a intervenit împotriva lui Lashley.
- Randy Orton l-a învins pe Edge (44:45)
  - Orton l-a numărat pe Edge după un «Running Punt Kick».

### 2021
WrestleMania Backlash 2021 a avut loc pe data de 16 mai 2021, evenimentul fiind gazduit de Yuengling Center
din Tampa, Florida.
- Kick-off: Campionul Statelor Unite Sheamus (c) l-a învins pe Ricochet (7:12).
  - Sheamus l-a numărat pe Ricochet după un «Knee Strike».
  - Campionatul lui Sheamus nu a fost pus în joc.
- Rhea Ripley (c) le-a învins pe Asuka & Charlotte Flair păstrându-și titlul WWE Raw Women's Championship (15:22)
  - Ripley a numărat-o pe Asuka după un «Riptide».
- Damien Priest l-a învins pe The Miz într-un Lumberjack Match (7:01).
  - Priest l-a numărat pe Miz după un «Hit The Lights».
  - În timpul luptei, John Morrison a intervenit în favoarea lui Miz.
- Bianca Belair a învins-o pe Bayley păstrându-și titlul WWE SmackDown Women's Championship (16:02).
  - Belair a numărat-o pe Bayley cu un «Roll-up».
- Bobby Lashley (c) (însoțit de MVP) i-a învins pe Drew McIntyre și Braun Strowman într-un Triple threat match păstrându-și titlul WWE Championship (14:12)
  - Lashley l-a numărat pe Strowman după un «Claymore» a lui McIntyre și o «Suliță».
  - Aceasta a fost ultima luptă a lui Strowman în WWE.
- Roman Reigns (c) (însoțit de Paul Heyman) l-a învins pe Cesaro păstrându-și titlul WWE Universal Championship (27:34)
  - Reigns a câștigat lupta după ce l-a lăsat inconștient pe Cesaro cu o «Guillotine Choke».
  - După luptă, Jey Uso și Seth Rollins l-au atacat pe Cesaro.